# 도연 (승려)
도연은 대한민국에서 활동하는 대한불교 조계종의 승려였다.
현재는 서울 강남에서 도연선원을 운영하고 있다.

## 생애
독실한 신앙을 가진 부모 밑에서 태어나 20세가 될 때까지 신실한 종교인으로 자랐다. 카이스트(KAIST)에서 전자공학을 전공하다 자신의 수행적 가치를 찾아 불교에 입문한 이후 17년을 수행자로 지내고 있다.
2015년 카이스트에서 경영과학을 전공으로 졸업했다. 학문적 가치와 더 깊은 종교적 성찰에 이끌려 2017년 동국대학교 대학원에 입학했으며 2022년 '현대 명상의 연원과 실용성 연구 (마음챙김과 요가를 중심으로)'라는 논문으로 철학박사가 되었다.
2012년부터 대전의 카이스트, 한국에너지기술연구원(KIER), 한국전자통신연구원(ETRI) 등 각종 연구소와 서울 마포구의 명상센터에서 에너지 명상과 마음챙김, 참선을 지도했다. 외교부산하 NGO단체 <세계시민학교>와 서울시교육청 위탁형 대안학교 <숲속작은학교>에서 청소년을 위한 대안교육과 소외계층을 위한 봉사활동을 이끌었다.
현재 봉은사에서 명상 지도법사로서 명상 프로그램을 진행하고 있으며 〈스노우폭스북스〉의 전속 매니지먼트 저자로 활동하고 있다. 유튜브 <마음챙김 도연TV>에서 명상법과 생활의 지혜를 나누고 있다.
최근 언론보도에 따르면 조계종에 들어오기 전에 이미 법적으로 혼인을 하여 자녀를 둔 것으로 확인되었다. 6월 1일 조선닷컴에 “A스님은 처음에는 결혼을 허용하는 작은 불교 종파에 들어가 같은 종파의 여성과 결혼해 첫 아이를 낳았다”고 보도했다. 그러나 조계종에 들어오기 전에 이혼하고 자녀와의 관계도 정리했다. 도연스님은 종단 내 조사에서 "결혼 후 아이가 한 명 있었는데 그 후 이혼하고 출가했다"며 "출가 후 둘째 아이를 얻었다는 것은 사실무근"이라는 취지로 해명한 것으로 전해졌다. 도연스님은 6월 7일 자신의 페이스북 게시글을 통해 "당분간 자숙하고 수행과 학업에 정진하겠다"며 SNS 활동 중단을 선언했다.
7월초, 조계종에 환속제적원을 제출하고 종단을 떠났다. 그후 둘째 아이를 인정하였으며 자신의 과오를 인정했다. 
현재는 1000일 동안 108배를 하는 기도 수행에 정진하고 있다.

## 저서
- 《누구나 한 번은 집을 떠난다》, 판미동, 2017
- 《있는 그대로 나답게》, 특별한서재, 2018
- 《잠시 멈추고 나를 챙겨주세요》, 담앤북스, 2019
- 《혼자가 되었지만 홀로 설 수 있다면》, 디 이니셔티브, 2021
- 《내 마음에 글로 붙이는 반창고》, 스노우폭스북스, 2022
- 《빠르게 실패하기》(역서), 스노우폭스북스, 2022

## 수행 및 학업
- 2006년 2월: 대한불교 법상종 출가 및 사미계 수지 (법명: 석하 奭河)
- 2006년: 서울(천화선원, 신농선원, 소따난다 선원), 대전(장태산 정심사), 아산(영인산 도솔암)에서 참선 수행  위빠사나, 호흡법, 기공, 우슈(쿵후), 마음챙김 명상, 만트라 명상, 인도 명상 등 수행
- 2015년 2월: 한국과학기술원(KAIST) 기술경영학과 졸업  (논문: 과학기술연구원들에 대한 마음챙김 명상의 스트레스 감소 효과연구)
- 2016년 3월: 대한불교 조계종 출가 사미계 수지 (법명: 도연 道然)
- 2017년 3월: 동국대학교 인도철학과 석박사통합과정 입학
- 2022년 8월: 동국대학교 인도철학과 박사 졸업 <논문: 현대 명상의 연원과 실용성 연구 (마음챙김과 요가를 중심으로)>

## 교육 활동
- 2012년: 카이스트, 한국에너지기술연구원(KIER),한국전자통신연구원(ETRI) 명상교육
- 2014년: 숲속작은학교 (서울시교육청 위탁형대안학교) 운영 / 외교부 산하 NGO 세계시민학교 봉사단체 운영
- 2016년 8월: 서울 강남 봉은사 대학생 지도법사
- 2018년: 서울 강남 봉은사 명상프로그램 진행  / SK 행복날개수련원 지도자과정 명상교육 / 신세계 아카데미 명동 본점 - 마음챙김 명상
- 2019년: 봉은사  명상프로그램 진행 (최고의 휴식 마음챙김 명상) / 신세계 아카데미 명상 강의 (명동 본점, 강남점, 대구점, 의정부점, 부산 센텀시티점) / 요가 아누 (에너지 힐링과 마음 치유 명상)
- 2020년: 신세계 아카데미, 봉은사 명상프로그램
- 2022년: 경희사이버대학교 한방건강관리학과 힐링페스티발 특강
- 2022년: 봉은사 마음챙김 명상프로그램 재개 (2023년 5월까지)

## 방송 활동
- 2012년: BBS 불교방송 라디오 김혜옥의 아름다운초대 게스트
- 2013년: BBS 불교방송 라디오 네 꿈을 펼쳐라 게스트
- 2014년: BBS 불교방송 라디오 행복한 두시 진행자
- 2015년: KBS 라디오 종교와 인생 (7회차) / BBS 불교방송 단박인터뷰 /  BTN 불교TV 열린법회_반야심경과 마음챙김명상 (4회차)   BTN 불교TV 세상을 보는 눈 천안통 _ 현대적 관점으로 본 불교 (1부)  / 이 시대 젊은 포교법 (2부)
- 2016년: BTN불교라디오 도연스님과 김효선의 향기로운 만남 진행자
- 2017년: KBS 1TV 아침마당 고급정보열전 / SBS 모닝와이드(카이스트 학생, 스님이 된 이유는?) / KTV 정책방송 출연 (국민인터뷰)  / BBS 불교방송 자용스님의 최고의 하루 고정게스트 출연
- 2018년: SBS 스브스뉴스 (서울의 중심에서 행복을 외치다 - 문명특급 Ep.02) / SBS 스페셜 – 인생 단어를 찾아서 (월정사/봉은사에서 촬영) / BBS불교방송: <붓다의 향기> <아침저널>
- 2019년:  네이버 오디오 클립 채널 개설 – <도연 스님의 아침 명상>, <생활 법문>, <독경 소리>, <ASMR>, <오디오북>, <붓다의 삶> 등
- 2020년: SBS <톡톡정보브런치> 출연
- 2021년:  MBC <생방송 오늘아침> (부처님 오신 날 특집) 출연
- 2021년: 유튜브 채널(마음챙김 도연TV) 개설
- 2021년: 대학불교진흥원 유튜브 <헬로붓다TV> - 당신의 삶에 명상이 필요할 때 8부작
- 2022년: 대학불교진흥원 유튜브 <헬로붓다TV> - 도연 스님의 내 마음에 반창고 5부작
- 2023년: KBS1 <아침마당: 도전 꿈의 무대> 출연하여 "시절인연"을 불러 우승

## 저널 활동
- 2017년: 현대불교신문 칼럼 (도연스님의 청춘사이다)
- 2018년: e붓다 칼럼 (도연 스님의 에너지 사고법)
- 2019년: 법보신문 칼럼 (세심청심)
- 2020년: 불교신문 칼럼 (문화인)
- 2022년: 월간 불교문화 - 청년이 묻고 스님이 불교로 답하다